# Partnergeweld
Partnergeweld is iedere vorm van fysiek, seksueel, psychisch of economisch geweld tussen echtgenoten of personen die samenwonen of samengewoond hebben en tussen wie een duurzame, affectieve en seksuele band bestaat of bestaan heeft. Partnergeweld is een vorm van huiselijk geweld en omvat alle vormen van geweld gericht tegen zowel partners als ex-partners.

## Vormen van partnergeweld
Intrafamiliaal met inbegrip van partnergeweld kan verschillende vormen aannemen, afhankelijk van het soort geweld dat gebruikt wordt.

### Fysiek geweld
Fysiek geweld gaat over slagen en verwondingen, doodslag, vergiftiging, waarbij het de bedoeling is de (ex-)partner te verwonden. In onze samenleving krijgt ongeveer 1 op 5 vrouwen en mannen weleens te maken met fysiek geweld binnen de relatie.

### Psychisch geweld
Psychisch geweld of geestelijk geweld is de meest voorkomende vorm van partnergeweld. Bij deze vorm van geweld wordt de persoonlijkheid van de partner onderdrukt door middel van het vernederen, bedreigen of het isoleren. Ook constante controle, bijvoorbeeld door achtervolgen of inbreken op de computers of telefoon van de partner valt onder de noemer psychisch geweld. Deze vorm van partnergeweld is moeilijk aan te tonen, waardoor het niet gemakkelijk is om deze vorm van geweld gerechtelijk aan te pakken.

### Seksueel geweld
Hieronder wordt verstaan alle seksueel ongewild contact. Het gaat over verkrachting en aanranding, maar ook over het ongewild tonen van de geslachtsdelen aan de partner of het dwingen tot het kijken van seksueel getinte beelden.

### Economisch geweld
Hieronder wordt verstaan dat de man of vrouw zijn/haar partner zal uitbuiten, bewust financieel afhankelijk maken.

## Risicofactoren
Er zijn veel risico's die de kans op partnergeweld doen vergroten. Deze kunnen worden onderverdeeld in vier verschillende systemen.

### Op macroniveau
Dit verwijst naar de risicofactoren die een rol spelen op maatschappelijk niveau. Hierbij hoort onder andere het rollenpatroon. Uit onderzoek blijkt dat personen die zich meer aansluiten bij het rollenpatroon, een hogere kans hebben op partnergeweld.

### Op exoniveau
Het exosysteem verwijst naar de omgeving waarin men zich bevindt. Hiertoe behoren onder andere het sociaal netwerk, de werksituatie en de leeftijd. De risicofactoren die op dit niveau een rol spelen zijn ten eerste het sociale netwerk. Hoe meer steun mensen krijgen van vrienden en familie, hoe minder kans ze hebben op partnergeweld. Ten tweede speelt het opleidingsniveau een rol, vrouwen die lager opgeleid zijn, hebben meer kans op partnergeweld. Een derde factor is de werksituatie van zowel de dader als het slachtoffer. Als een van beide werkloos is of student is, neemt de kans op partnergeweld toe.

### Op microniveau
Op dit niveau vinden we de factoren terug waar het intrafamiliaal geweld plaatsvindt. Hier speelt stress en het hebben van kinderen een rol. Beide factoren vergroten de kans op partnergeweld.

### Op ontogenetisch niveau
Dit niveau gaat over de persoonlijke factoren. Een eerste risicofactor is het gebruik van drugs en alcohol. Beide vergroten de kans op partnergeweld. Toch kan hier niet gesteld worden dat dit steeds de oorzaak is van partnergeweld, het zou eveneens het gevolg kunnen zijn van partnergeweld.
De tweede factor die een rol speelt is de ervaring met geweld in de kindertijd. Mannen die in hun jeugd geconfronteerd werden met geweld worden later vaker dader van partnergeweld. Vrouwen die in hun kindertijd met partnergeweld geconfronteerd werden worden vaker slachtoffer.

## Gevolgen
Partnergeweld heeft in de eerste plaats gevolgen voor het slachtoffer, maar ook de dader en de eventueel betrokken kinderen kunnen er gevolgen van dragen.
Kinderen zijn vaak getuige van geweld binnen het gezin, ook al denken de ouders dat ze het geweld niet opmerken. Ze hoeven niet steeds getuige te zijn van het geweld op zich, maar getuige van de gevolgen kan al genoeg zijn om een indruk na te laten. Vooreerst is er een verhoogde kans op een algemeen problematische opvoedingscontext. Dit kan leiden tot problemen met inlevingsvermogen, empathie of algemene oplossingsvaardigheden. De kinderen die op een of andere manier getuige zijn van partnergeweld hebben bovendien meer kans om een laag zelfbeeld te ontwikkelen. Kinderen tot aan de lagereschoolleeftijd hebben meer kans tot een geremde ontwikkeling. Deze zijn vaak onrustig, vertonen agressief gedrag of hebben driftbuien. De trauma's die ze eventueel aan het geweld overhouden kunnen ervoor zorgen dat ze angst hebben om alleen te zijn en dat ze sterk reageren op geroep.
Bij jongeren ouder dan de lagereschoolleeftijd kan een onderscheid gemaakt worden tussen internaliserende jongeren en externaliserende jongeren. Zij gaan respectievelijk hun emoties naar binnen richten en naar buiten afreageren. De internaliserenden kunnen tekenen vertonen van depressie en hebben vaak een negatief zelfbeeld. Bovendien bestaat deze categorie vooral uit meisjes. De externaliserende jongeren, vertonen vaak agressief gedrag, gaan anderen pesten en zullen zich verzetten tegen autoriteit, deze jongeren zijn vaak jongens.
De gevolgen voor de slachtoffers bestaan in de eerste plaats uit de letsels die ze kunnen overhouden aan het fysiek of seksueel geweld. Ten tweede kunnen de slachtoffers ook last hebben van psychosomatische aandoeningen, zoals hoofdpijn, maagpijn of allergieën. Daarnaast is sociaal isolement een vaak voorkomend gevolg, dat zich niet zo duidelijk uit. Slachtoffers voelen vaak schaamte of schuldgevoelens over de situatie. Het gevolg is dan dat ze de problemen gaan verzwijgen, de situatie ontkennen of relativeren. Dit kan zich uiten in sociaal isolement, waarbij de slachtoffers zich afsluiten voor de omgeving. Ten slotte zijn er ook emotionele klachten. Slachtoffers gaan een nieuwe confrontatie met de partner uit de weg, wat kan leiden tot onveiligheid en stress. Angstgevoelens, concentratieproblemen en minderwaardigheidsgevoelens komen ook vaak voor.